# Save Your Kisses for Me
«Save Your Kisses for Me» — пісня групи Brotherhood of Man, з якою вони виграли Конкурс пісні Євробачення-1976. Автори віршів та музики — Тоні Хіллер, Лі Шерідан та Мартін Лі (продюсер групи і двоє її учасників).

## Історія створення
«Save Your Kisses for Me» спочатку написана Лі Шериданом в серпні 1974. Однак коли він приніс робочі матеріали в студію, інші учасники групи визнали пісню невідповідною та переробили її, давши роботі назву «Oceans of Love». Шерідану зміни не сподобалися, і пісню вирішено було покласти на полицю. Проте, через рік, коли групі бракувало однієї пісні для нового альбому, Шерідан знову запропонував записати «Save Your Kisses for Me». Цього разу його пропозицію було прийнято.
Незабаром після цього менеджер групи Тоні Хіллер вирішив, що групі має сенс спробувати свої сили на Євробаченні. Вибравши «Save Your Kisses for Me», Brotherhood of Man потрапили в число 12 фіналістів та 25 лютого 1976 перемогли у шоу A Song for Europe (британський відбірковий тур в 1961—1995).
У фіналі конкурсу, що проходив у Гаазі, Нідерланди, пісня стала першою, набравши 164 бали.
Пісня стала комерційно найуспішнішою за весь час існування групи та залишається такою донині. Також вона є єдиним синглом Brotherhood of Man, що потрапив в американські чарти (27-а позиція). Крім того, «Save Your Kisses for Me» донині входить до числа 100 найпродаваніших синглів усіх часів у Великій Британії.

## Чарти
| Країна          | Вища позиція (1976) |
| --------------- | ------------------- |
| Австрія         | 3                   |
| Бельгія         | 1                   |
| Франція         | 1                   |
| Німеччина       | 2                   |
| Ірландія        | 1                   |
| Італія          | 41                  |
| Нідерланди      | 1                   |
| Нова Зеландія   | 9                   |
| Норвегія        | 1                   |
| ПАР             | 4                   |
| Швеція          | 6                   |
| Швейцарія       | 2                   |
| Велика Британія | 1                   |
| США             | 27                  |